# طالب‌آباد (بندر انزلی)
طالب‌آباد، روستایی از توابع بخش مرکزی شهرستان بندر انزلی در استان گیلان ایران است.

## جمعیت
این روستا در دهستان لیچارگی حسن رود قرار دارد و براساس سرشماری مرکز آمار ایران در سال ۱۳۸۵، جمعیت آن ۱٬۹۹۲ نفر (۵۷۲خانوار) بوده‌است.